# Gloriette-Feydeau
Gloriette-Feydeau est un micro-quartier de la ville de Nantes, en France, compris dans le quartier Centre-ville.

## Généralités
À des fins statistiques, l'INSEE subdivise les communes de plus de 10 000 habitants en IRIS, constituant des « micro quartiers », composés d'un ensemble d'îlots contigus et homogènes, regroupant 2 000 habitants ou plus. Dans le cas de Nantes, les 11 quartiers sont ainsi subdivisés en 97 micro-quartiers,. Gloriette-Feydeau est l'un de ces micro-quartiers ; il fait partie du quartier Centre-ville.
Le quartier Gloriette-Feydeau occupe la partie occidentale de l'ancienne île Gloriette, ainsi que la totalité de l'ancienne île Feydeau. Il est limitrophe des micro-quartiers Graslin-Commerce et Decré-Cathédrale au nord, Madeleine à l'est, République-Les Ponts au sud, et Dobrée-Bon Port à l'ouest. Au nord, il est délimité par le cours Franklin-Roosevelt, la place du Commerce, l'allée de la Bourse et le quai de la Fosse. Sa frontière est marquée en grande partie par la chaussée de la Madeleine. Au sud s'étend le bras de la Madeleine de la Loire.

## Historique
Le quartier tire son nom des anciennes îles Gloriette et Feydeau. Au Moyen Âge, ces deux îles sont séparées de la ville de Nantes par des bras de la Loire ; les deux îles sont elles-mêmes séparées par le bras de l'Hôpital et un étier sépare l'île Gloriette et l'île de la Madeleine, à l'est. L'île Gloriette est une zone régulièrement inondée. Seule l'extrémité orientale de l'île Feydeau, un îlot rocheux alors appelé île de la Saulzaie, est bâtie, le reste n'étant qu'un gros banc de sable. Dès le Moyen Âge, l'étier séparant Gloriette et Madeleine accueille la chaussée de la Madeleine, permettant  de le parcourir à pied sec. À partir du XVIe siècle, des ponts sont construits au nord et au sud de cette chaussée afin de traverser la Loire, en s'appuyant sur l'île de la Saulzaie.
À partir des années 1720, le banc de la Saulzaie fait l'objet d'une vaste opération de lotissement : des quais sont bâtis et une nouvelle île artificielle émerge de la Loire. Le lotissement de l'île Feydeau est difficile, le sol sableux étant instable, mais s'accélère dans la deuxième moitié du XVIIIe siècle.
À la fin du XVIIe siècle, l'île Gloriette accueille l'Hôtel-Dieu et quelques propriétés sont construites sur sa rive nord. Son urbanisation ne prend toutefois pas forme avant le XIXe siècle, lorsque la construction de quais permet de la mettre à l'abri des inondations du fleuve. L'Hôtel Dieu est reconstruit en 1850 ; l'île s'industrialise dans la deuxième moitié du XIXe siècle.
En 1927, les bras nord de la Loire sont comblés : les îles sont rattachées entre elles ainsi qu'au centre-ville de Nantes.

## Transports
La ligne 1 du tramway longe le nord du quartier (arrêts Commerce et Médiathèque).
Au sud, le pont Haudaudine et la passerelle Victor-Schœlcher permettent d'accéder à l'île de Nantes.

## Points d'intérêts
Parmi les points d'intérêts du quartier :
- Ancienne île Feydeau et ses hôtels particuliers
- Hôtel-Dieu
- Piscine Léo-Lagrange
- Place de la Petite-Hollande